# Ричард III (филм, 1995)
Вижте пояснителната страница за други значения на Ричард III.
„Ричард III“ (на английски: Richard III) е британски драматичен филм от 1995 година на режисьора Ричард Лонкрейн.
Сценарият по мотиви на едноименната пиеса е написан от Лонкрейн и изпълнителя на главната роля Иън Маккелън. Във филма участват също Анет Бенинг, Джим Броудбент, Робърт Дауни Джуниър, Кристин Скот Томас. За разлика от пиесата, действието във филма е пренесено във въображаем вариант на Великобритания от 30-те години на 20-и век, в който в страната се установява тоталитарен режим.